# 加蘭護行人專區
加蘭護行人專區（英語：Granville Mall）是加拿大卑詩省溫哥華的一個行人專區，位於市中心加蘭護街介乎喜士定街與士美街之間。前往該行人專區可乘搭運輸聯線營運的無軌電車及巴士，亦可乘搭天車至加蘭護站或溫哥華市中心站。

## 外部連結
- Granville Street Redesign Project website (archived)